# Abattoir
Gli Abattoir sono un gruppo speed metal statunitense fondato nel 1982 a Los Angeles.

## Storia degli Abattoir
La formazione era composta da Mal Sanchez, Mark Caro, Rawl Preston, Juan Garcia e Robert Wayne. Nel giro di poco tempo subentrò anche John Cyriis. Questa formazione fece uscire un ep con due canzoni: Screams From The Grave e Metal Massacre 4.

## Formazione
- Steve Gaines (voce e basso)
- Mark Caro (chitarra)
- Mel Sanchez (chitarra e basso)

## Discografia
- 1983 - Original Abattoir
- 1985 - Vicious Attack
- 1986 - The Only Safe Place
- 1987 - 1987 demo
- 2001 - No Sleep 'Til Kalamazoo
- 2004 - From the Ashes